# 박흥대
박흥대(朴興大, 1954년 ~ )은 부산고등법원장 등을 역임한 법조인이다.

## 생애
1954년에 태어나 경남공업고등학교와 부산대학교 법학과를 졸업하고 1979년 제21회 사법시험 합격한 박흥대는 사법연수원 11기를 수료하여 1984년 판사에 임용되었다. 판사로서 지론이 "연구하는 법원, 공부하는 법관"이며 형사재판장을 할 때는 전국에서 무죄 선고를 가장 많이 내린 법관으로 알려졌다.
2003년 9월 부산고등법원 판사를 하면서 지역의 법학 연구모임인 부산판례연구회 회장을 지내며 다수의 논문을 발표했던 박흥대는 광주지방법원과 제주지방법원에서 근무한 것을 제외하면 부산지방법원 부산고등법원 창원지방법원 진주지원 울산지방법원 등 주로 부산, 경남권에서 판사를 하다가 2009년 2월에 법원장으로 승진하여 부산지방법원 동부지원 제주지방법원 부산지방법원 부산가정법원 부산고등법원에서 법원장을 역임하다가 2015년 2월에 "새로운 분이 기회를 얻어 법원 운영을 맡으면 법원이 신뢰를 얻는 데 도움이 될 것으로 생각한다"면서 사직하여 법무법인 유석에서 대표 변호사를 하고 있다. 법관 재임 당시 전국에서 가장 일을 많이 하는 법관으로 알려져있다. 경향신문 기사 또한 형사부장판사 재임시 전국에서 무죄를 가장 많이 선고한 판사로도 알려져있다.국제신문 기사 제주지방법원과 부산지방법원에서 법원장을 하던 2010년 2월과 2011년 3월에는 광역자치단체 선거관리위원회 위원장을 겸임하였다. 

## 주요 판결
- 부산지방법원 울산지원 제1민사부 재판장으로 재직하던 1997년 11월 7일에 연인 관계를 유지하다 자동차에서 한 차례 성 관계를 가진 것을 가지고 "성폭행을 당했다"며 고소하는 바람에 "8개월 동안 구속되었다"며 제기한 손해배상 청구소송에서 "피고는 원고에게 허위 고소로 인한 위자료 1335만원을 지급하라"고 했다.[3]

- 부산지방법원 제2형사부 재판장으로 재직하던 2000년 8월 25일에 "아파트 전 입주자대표회의 회장 2명이 관리업무상 비리를 저질렀다"는 유인물을 입주민들에게 배포하자 자신도 황씨 등의 대표 재임시 비리사실을 적은 유인물 750장을 만들어 입주민들에게 배포한 혐의로 불구속기소돼 1심에서 벌금 50만원이 선고된 피고인에 대한 명예훼손죄 항소심 선고공판에서 "다소 감정적이고 과격한 표현을 사용하며 공표했지만 적시한 내용이 사실로 밝혀진데다 입주자의 관심과 이익에 관한 것으로 공익에 부합되는데다 공표범위가 입주자들에게 한정되는 점 등을 참작했다"며 원심을 깨고 무죄를 선고했다.[4]

- 부산지방법원 제7형사부 재판장으로 재직하던 2006년 7월 12일에 부산 모 고등학교 현대화 재개발사업과 관련하여 각종 편의를 봐달라는 청탁과 함께  500만원을 받는 등 퇴직 직전까지  9차례에 걸쳐 4천300만원을 받은 부산시교육청 시설과장 안모씨에 대해 징역1년6월 추징금 4천만원을 선고하면서 같은 혐의의 건축 담당 공무원 김모씨와 돈을 건넨 모 건설회사 대표 한모씨에 대해서는 "범행을 자백하고 뉘우치고 있는 점 등을 참작했다"며 각각 징역10월 집행유예2년 추징금 1500만원과 징역 1년6월에 집행유예 2년을 선고했다.[5] 7월 25일에 신개념의 모터를 개발했다고 선전하면서 투자자 7천500여명으로부터 99억여원의 투자금을 가로챈 혐의로 기소된 이모(68)씨에 대한 특정경제범죄가중처벌법위반죄 선고공판에서 징역 3년을 선고했다.[6]

- 부산고등법원 제1특별부 재판장으로 재직하던 2006년 9월 22일에 한국게임산업개발원이 지정하지 않은 상품권을 사용했다가 3개월간 영업정지 처분을 당한 경남 통영시 게임장 업주 A(57)씨가 통영시장을 상대로 낸 영업정지처분 취소 항소심 선고공판에서 원고 패소 판결한 원심을 유지했다.[7]11월 13일에  2004년 11월 공무원노조 총파업에 참가했다가 승진임용이 취소된 울산 동구청과 북구청 소속 공무원 9명이 울산시를 상대로 제기한 승진임용취소처분 취소청구소송 항소심 선고공판에서 원고들의 항소를 기각했다/[8] 2007년 4월 10일에 오락실을 경영하는 백모(45)씨가 자신의 오락실에 내려진 45일간의 영업정지 행정처분이 부당하며 창원시장을 상대로 제기한 집행정지 신청 항고심에서 백씨의 신청을 기각하면서 신청인이 제기한 영업정지처분취소재판 판결이 날 때까지 창원시의 행정처분 효력을 정지한 1심의 결정을 취소했다.[9]

- 광주고등법원 제주부 재판장으로 재직하던 2010년 3월 17일에  술에 취한 여성을 성폭행하고 감금한 혐의(강간상해)로 구속 기소되어 1심에서 징역7년이 선고된 강모씨에 대한 항소심에서 "1998년 4월 특수강도강간죄로 징역 10년 선고받고 2008년 3월 형집행을 마친 후 2009년 7월 강간상해죄를 범했으므로 특강법의 특정강력범죄에 해당된다”며 "특강법을 적용해 누범 가중을 해야 하나 원심은 형법에 의한 누범 가중을 하여 최소 10년 이상의 유기징역형에 처해야 하지만 피고인만이 항소했기 때문에 1심보다 무거운 형을 선고할 수 없다"며 원심 판결을 파기했으나 형량은 유지했다.[10] 4월 5일에  단란주점에 침입해 A씨(52)를 협박하고 성폭행하려다 뜻을 이루지 못한 혐의로 구속돼 1심에서 징역 5년을 선고받은 고모씨에 대한 항소심에서 "일반인이 언제든지 출입할 수 있고 정상적인 방법으로 들어간 점, 단란주점 내의 불을 끄지 않은 점, 단람주점에 출입하지 말 것을 분명히 요구하지 않은 점, 3일전에 같이 소주를 마신 점 등을 고려하면 처음부터 강간하려고 들어간 것이라고 보기 어렵고, 달리 이를 인정할 증거가 없다"며 주거침입죄는 무죄라고 하면서 "사건 당일 피고인은 며칠 전 자신에게 소주까지 사 주었던 피해자가 생각나 단란주점에 들렀다가 소파에 자고 있는 피해자를 보고 순간적으로 강간을 시도하려고 했던 것으로 보인다 강간미수와 관련해 피해자가 1심 판결 전에 고소를 취하해 피고인의 공소사실을 유죄로 인정한 원심 판결은 사실을 오인해 판결에 영향을 미친 위법이 있다"며 원심을 파기하고 공소기각 판결을 했다.[11]